# Arthur Chichester (3e baron Templemore)
Arthur Henry Chichester (16 septembre 1854 - 28 septembre 1924) est un pair anglo-irlandais.

## Biographie
Arthur Henry Chichester est né le 16 septembre 1854. Il est le fils d'Harry Chichester, 2e baron Templemore et de Laura Paget fille d'Arthur Paget.
Il fait ses études au Collège d'Eton, plus tard, il devient commandant dans le 3e bataillon du Régiment royal irlandais. Il est Haut-shérif du comté de Wexford en 1890.
Il devient 3e baron Templemore le 10 juin 1906. 
Il occupe le poste de juge de paix pour le comté de Wexford. Il est Deputy-Lieutenant du comté de Wexford.

## Famille
Il épouse le 14 août 1879, en premières noces Evelyn Stracey, fille du révérend William James Stracey-Clitherow et de Maria Diana Bourchier, dont 2 enfants :
- Arthur Chichester, 4e baron Templemore (1880-1952), qui lui succède
- Evelyn Chichester (1883-1883)

Il épouse le 15 juillet 1885, en secondes noces Alice Dawkins, fille de Clinton George Augustus Dawkins et de Marianne Jane Robarts, dont 2 enfants :
- Gerald Henry Crofton Chichester (22 juin 1886 - 8 octobre 1939)
- Richard Cecil Frederick Chichester (4 avril 1889 - 31 juillet 1915)